# Paris-Limoges
Pour les articles homonymes, voir Limoges (homonymie).
Paris-Limoges est une ancienne course cycliste française, organisée de 1927 à 1976 entre Paris et Limoges (Haute-Vienne).

## Palmarès
| Année | Vainqueur           | Deuxième             | Troisième            |
| ----- | ------------------- | -------------------- | -------------------- |
| 1927  | Antonin Magne       | Marcel Colleu        | Ernest Neuhard       |
| 1928  | René Girard         | Benoît Faure         | Eugène Faure         |
| 1929  | Antonin Magne       | André Schaffner      | Marcel Gobillot      |
| 1930  | Julien Moineau      | Ernest Neuhard       | Émile Decroix        |
| 1931  | Émile Joly          | Pierre Brambilla     | Raymond Louviot      |
| 1932  | Julien Moineau      | Robert Brugère       | Herbert Sieronski    |
| 1933  | Julien Moineau      | Robert Brugère       | Robert Granier       |
| 1934  | Lucien Weiss        | Antoine Pellet       | Léon Level           |
| 1935  | Émile Decroix       | Lucien Weiss         | Frans Bonduel        |
| 1936  | Albert Gabard       | Pierre Houbrechts    | Jean Bidot           |
| 1937  | René Walschot       | Frans Bonduel        | Louis Hardiquest     |
| 1938  | André Dumont        | Jean Goujon          | Louis Thiétard       |
| 1939  | Adolf Braeckeveldt  | Léon Level           | Theo van Oppen       |
| 1945  | Éloi Tassin         | Pierre Cogan         | Fermo Camellini      |
| 1946  | Jacques Geus        | Pierre Brambilla     | Raymond Louviot      |
| 1947  | Roger Chupin        | Ange Le Strat        | René Barret          |
| 1948  | Louis Caput         | Jean de Gribaldy     | César Marcelak       |
| 1949  | Roger Pontet        | Jean-Marie Goasmat   | Lucien Lauk          |
| 1950  | Serge Blusson       | Lucien Lauk          | Attilio Redolfi      |
| 1951  | Georges Meunier     | Louis Forlini        | Galliano Pividori    |
| 1952  | Nello Lauredi       | Georges Decaux       | Roger Creton         |
| 1953  | Charles Coste       | Attilio Redolfi      | Jan De Valck         |
| 1954  | Valentin Huot       | Martin Van Geneugden | Tino Sabbadini       |
| 1955  | Louis Caput         | Briek Schotte        | Maurice Quentin      |
| 1956  | Claude Le Ber       | André Darrigade      | Maurice Quentin      |
| 1957  | René Privat         | Robert Varnajo       | Martin Van Geneugden |
| 1976  | Maurice Le Guilloux | Robert Bouloux       | Joël Hauvieux        |